# Liste britischer U-Boot-Klassen
Dies ist eine Liste der U-Bootklassen der Royal Navy.

## Benzin-Antrieb
| Benzin-U-Boot | Benzin-U-Boot | Benzin-U-Boot | Benzin-U-Boot | Benzin-U-Boot | Benzin-U-Boot |
| Klasse        | Schiffe       | Schiffe | Schiffe | Typ           | Bild          |
| Klasse        | Kennung       | Name | Dienstzeit00 | Typ           | Bild          |
| ------------- | ------------- | --- | --- | ------------- | ------------- |
| Holland       |               | Holland 1 Holland 2 Holland 3 Holland 4 Holland 5 | 1901–1913 1902–1913 1903–1912 |               |               |
| A             |               | A 1 A 2 A 3 A 4A 5 A 6 A 7 A 8 A 9 A 10 A 11 A 12 A 13 | 1902–1911 1903–1920 1904–1912 1904–19201905–1915 1904–1920 1905–1914 1905–1920 1908–1920 |               |               |
| B             |               | B 1 B 2 B 3 B 4 B 5 B 6 B 7 B 8 B 9 B 10 B 11 | 1904–1921 1905–1912 1906–1919 1906–1921 1906–1917 1906–1919 1906–1916 1906–1919 |               |               |
| C             |               | C 1 C 2 C 3 C 4 C 5 C 6 C 7 C 8 C 9 C 10 C 11 C 12 C 13 C 14 C 15 C 16 C 17 C 18C 19 C 20 C 21 C 22 C 23 C 24 C 25 C 26 C 27 C 28 C 29 C 30 C 31 C 32 C 33 C 34 C 35 C 36 C 37 C 38 | 1906–1919 1906–1920 1907–1918 1907–1922 1906–1919 1907–1919 1907–1920 1907–1922 1907–1909 1908–1920 1908–1921 1908–1922 1909–1919 1909–19211909–1920 1910–1921 1909–1921 1909–1920 1909–1921 1909–1918 1909–1921 1909–1915 1909–1921 1909–1915 1909–1917 1910–1915 1910–1917 1910–1918 1910–1919 |               |               |

## Diesel-Antrieb
| Diesel-U-Boot                    | Diesel-U-Boot                                       | Diesel-U-Boot | Diesel-U-Boot | Diesel-U-Boot  | Diesel-U-Boot                                                 |
| Klasse                           | Schiffe                                             | Schiffe | Schiffe | Typ            | Bild                                                          |
| Klasse                           | Kennung                                             | Name | Dienstzeit00 | Typ            | Bild                                                          |
| -------------------------------- | --------------------------------------------------- | --- | --- | -------------- | ------------------------------------------------------------- |
| D                                |                                                     | D1 D2 D3 D4 D5 D6 D7 D8 | 1909–1918 1911–1914 1911–1918 1911–1921 1911–1914 1912–1918 1911–1921 1912–1921                                                   |                |                                                               |
| E                                |                                                     | E1 E2 E3 E4 E5 E6 E7 E8E9 E10 E11 E12 E13 E14 E15 E16 E17 E18 E19 E20E21 E22 E23 E24 E25 E26 E27 E28 E29 E30 E31 E32 E33 E34 E35 E36 E37 E38 E39 E40 E41 E42 E43 E44 E45 E46 E47 E48 E49 E50 E51 E52 E53 E54 E55 E56                                                           | |                |                                                               |
| F                                |                                                     | F1 F2 F3 | 1915–1920 1917–1922 1916–1920 |                |                                                               |
| S                                |                                                     | S1 S2 S3 | 1914–1915 1915 |                |                                                               |
| V                                |                                                     | V1 V2 V3 V4 | 1915–1921 1916–1920 |                |                                                               |
| W                                |                                                     | W1 W2W3 W4 | 1915–1916 1916 |                |                                                               |
| G                                |                                                     | G1 G2 G3 G4 G5 G6 G7 G8 G9 G10 G11 G12 G13 G14 | 1915–1920 1916–1920 1916–1921 1916–1928 1916–1922 1916–1921 1916–1918 1916–1917 1916–1923 1916–1918 1916–1920 1916–1923 1917–1923 |                |                                                               |
| J                                |                                                     | J1 J2 J3 J4 J5 J6 J7 | 1916–1919 1916–1918 1916–1919 |                |                                                               |
| M                                |                                                     | M1 M2 M3 | 1918–1925 1920–1932 1920–1926 | U-Kreuzer      |                                                               |
| H                                |                                                     | H1 H2 H3 H4 H5 H6 H7 H8 H9 H10 H11 H12 H13 H14 H15 H16 H17 H18 H19 H20 H21 H22 H23 H24 H25 H26 H27 H28 H29 H30 H31 H32 H33 H34 H41 H42 H43 H44 H47 H48 H49 H50 H51 H52 | |                |                                                               |
| R                                |                                                     | R1 R2 R3 R4 R7 R8 R9 R10 R11 R12 | 1918–1923 1919–1923 1919–1934 1918–1923 1919–1923 1919–1929 1919–1923                                                             |                |                                                               |
| L                                |                                                     | L1 L2 L3 L4 L5 L6 L7 L8 L9 L10 L11 L12 L14 L15 L16 L17 L18 L19 L20 L21 L22 L23 L24 L25 L26 L27 L52 L53 L54 L55 L56 L59 L71 | |                |                                                               |
| O                                | P210 N84 N35 N46 N67 N58 N92                        | Oberon (ex-O1)Otway OxleyOdin Olympus Orpheus Osiris Oswald Otus | 1927–19441931–1945 1931–19391929–1940 1930–1942 1930–1940 1929–1945 1929–1940 1929–1946                                           |                |                                                               |
| Parthian                         | N75 N36 N29 N96 N99 N42                             | Parthian (ex-Python) Perseus Proteus Phoenix Poseidon Pandora | 1931–1943 1930–1941 1930–1944 1931–1940 1930–1931 1930–1942                                                                       |                |                                                               |
| Rainbow                          | N16 N41 N88 N62                                     | Rainbow Regent Regulus Rover | 1932–1940 1930–1943 1930–1940 1931–1946                                                                                           |                |                                                               |
| River (auch Thames-Klasse)       | N71 N57 N12                                         | Thames Svern Clyde | 1932–1940 1934–1944 1935–1945 |                |                                                               |
| Porpoise (auch Grampus-Klasse)   | N14 N45 N56 N74 N83 N37                             | Porpoise Narwhal Grampus Rorqual Cachalot Seal | 1933–1945 1936–1940 1937–1940 1937–1945 1938–1941 1939–1940                                                                       |                |                                                               |
| S (Swordfish-Gruppe)             | 61S 73S 98S 19S                                     | Swordfish Sturgeon Seahorse Starfish | 1932–1940 1933–1945 1933–1940 |                |                                                               |
| S (Shark-Gruppe)                 | N54 N72 N65 N39 N47 N69 N81 N22                     | Shark Sealion Salmon Snapper Seawolf Spearfish Sunfish Sterlet | 1934–1940 1934–1945 1935–1940 1935–1941 1936–1945 1936–1940 1937–1944 1938–1940                                                   |                |                                                               |
| S (Seraph-Gruppe)                |                                                     | 33 Boote | |                |                                                               |
| S (Subtle-Gruppe)                |                                                     | 17 Boote | |                |                                                               |
| T (Triton-Gruppe)                |                                                     | Taku Talisman Tarpon Tetrarch Thistle Thunderbolt Tigris Torbay Triad Tribune Trident Triton Triumph Truant Tuna | |                |                                                               |
| T (Tempest-Gruppe)               |                                                     | Tempest Thorn Thrasher Traveller Trooper Trusty Turbulent | |                |                                                               |
| T (Taciturn-Gruppe)              |                                                     | P311 Tabard Taciturn Tactician Talent (I) Talent (III) Tally-Ho Tantalus Tantivy Tapir Tarn Taurus Telemachus Templar Teredo Terrapin Thermopylae Thorough Thule Tiptoe Tireless Token Totem Tradewind Trenchant Trespasser Truculent Trump Truncheon Tudor Turpin             | |                |                                                               |
| U (1. Gruppe auch Undine-Gruppe) | N48 N66 N59                                         | Undine Unity Ursula | 1938–1940 1938–1944 |                |                                                               |
| U (2. Gruppe auch Umpire-Gruppe) | N82 0 N55 N56 N95 P37 0 N97 0 N65 0                 | Umpire Una Unbeaten Undaunted Union Unique Upholder Upright Urchin Urge Usk Utmost | 1941 1941–1945 1940–1942 1940–1941 1941 1940–1942 1940–1946 1946–1948 1940–1942 1940–1941 1940–1942                               |                |                                                               |
| U (3. Gruppe)                    |                                                     | Uproar (ex-Ullswater) P32 P33 Ultimatum Umbra P36 Unbending P38 P39 P41Unbroken Unison United Unrivalled Unruffled P47 P48 Unruly Unseen P52 Ultor UnshakenUnsparing Usurper Universal Untamed Untiring Varangian Uther Unswerving Vandal Upstart Varne I Vortex Vox I Vulpine | |                |                                                               |
| V                                |                                                     | 22 Boote | |                |                                                               |
| P611                             |                                                     | P611 P612 P614 P615 | 1941–1942 1942 1942–1946 1942–1943                                                                                                |                |                                                               |
| Amphion                          |                                                     | Amphion Astute Auriga Aurochs Alcide Alderney Alliance Ambush Anchorite Andrew Affray Aeneas Alaric Artemis Artful Acheron Ace Achates | |                |                                                               |
| X-Craft                          |                                                     | X3 X4X5 X6 X7 X8 X9 X10X20 X21 X22 X23 X24 X25T1 T2 T3 T4 T5 T6 | | Kleinst-U-Boot |                                                               |
| XE-Craft                         |                                                     | XE1 XE2 XE3 XE4 Exciter XE5 XE6 XE7 XE8 Expunger XE9 XE10XE11 XE12 | | Kleinst-U-Boot |                                                               |
| Explorer                         | S30 S40                                             | Explorer Excalibur | 1956–1965 1958–1968 |                |                                                               |
| Stickleback                      | X51 X52 X53 X54                                     | Stickleback Shrimp Sprat Minnow | | Kleinst-U-Boot |                                                               |
| Porpoise                         | S01 S02 S03 S04 S05 S06 S07 S08                     | Porpoise Rorqual Narwhal Grampus Finwhale Cachalot Sealion Walrus | 1958–1982 1958–1977 1959–1977 1958–1976 1960–1979 1959–1979 1961–1987                                                             |                |                                                               |
| Oberon                           | S09 S14 S11 S10 S15 S12 S16 S17 S18 S19 S20 S13 S21 | Oberon Onslaught Orpheus Odin Otter Olympus Oracle Ocelot Otus Opossum Opportune Osiris Onyx | 1961–1986 1962–1990 1960–1990 1962–1990 1962–1991 1961–1989 1963–1993 1964–1991 1963–1991 1964–1993 1964–1989 1967–1991           |                | Beispielbild                                                  |
| Upholder                         | S40 S41 S42 S43                                     | Upholder Unseen Ursula Unicorn | 1990–1994 1991–1994 1992–1994 1993–1994                                                                                           |                | Die ehemalige Ursula als Corner Brook in kanadischen Diensten |

## Dampf-Antrieb
| Dampf-U-Boot | Dampf-U-Boot | Dampf-U-Boot                                                   | Dampf-U-Boot | Dampf-U-Boot | Dampf-U-Boot |
| Klasse       | Schiffe      | Schiffe                                                        | Schiffe      | Typ          | Bild         |
| Klasse       | Kennung      | Name                                                           | Dienstzeit00 | Typ          | Bild         |
| ------------ | ------------ | -------------------------------------------------------------- | ------------ | ------------ | ------------ |
| Swordfish    |              | Swordfish (ex-S1)                                              | 1916–1918    |              |              |
| K            |              | K1 K2 K3 K4 K5 K6 K7 K8 K9 K10 K11 K12 K22 K14 K15 K16 K17 K26 |              |              |              |

## Atom-Antrieb
| Atom-U-Boot | Atom-U-Boot                        | Atom-U-Boot                                                     | Atom-U-Boot                                                            | Atom-U-Boot                      | Atom-U-Boot |
| Klasse      | Schiffe                            | Schiffe                                                         | Schiffe                                                                | Typ                              | Bild        |
| Klasse      | Kennung                            | Name                                                            | Dienstzeit00                                                           | Typ                              | Bild        |
| ----------- | ---------------------------------- | --------------------------------------------------------------- | ---------------------------------------------------------------------- | -------------------------------- | ----------- |
| Dreadnought | S101                               | Dreadnought                                                     | 1963–1980                                                              | Jagd-U-Boot                      |             |
| Valiant     | S102 S103                          | Valiant Warspite                                                | 1966–1994 1967–1991                                                    | Jagd-U-Boot                      |             |
| Resolution  | S22 S23 S24 S25                    | Resolution Repulse Renown Revenge                               | 1967–1994 1968–1996 1969–1992                                          | U-Boot mit ballistischen Raketen |             |
| Churchill   | S46 S48 S50                        | Churchill Conqueror Courageous                                  | 1970–1991 1971–1990 1971–1992                                          | Jagd-U-Boot                      |             |
| Swiftsure   | S126 S108 S109 S105 S106           | Swiftsure Sovereign Superb Sceptre Spartan Splendid (ex-Severn) | 1973–1992 1974–2006 1976–2008 1978–2010 1979–2006 1981–2004            | Jagd-U-Boot                      |             |
| Trafalgar   | S107 S87 S88 S90 S91 S92 S93       | Trafalgar Turbulent Tireless Torbay Trenchant Talent Triumph    | 1983–2009 1984–2012 1985–2014 1987–2017 1989–2022 1990–2022 seit 1991  | Jagd-U-Boot                      |             |
| Vanguard    | S28 S29 S30 S31                    | Vanguard Victorious Vigilant Vengeance                          | seit 1993 seit 1995 seit 1996 seit 1999                                | U-Boot mit ballistischen Raketen |             |
| Astute      | S119 S120 S121 S122 S123 S124 S125 | Astute Ambush Artful Audacious Anson Agamemnon Achilles         | seit 2010 seit 2013 seit 2016 seit 2021 seit 2022 in Ausrüstung im Bau | Jagd-U-Boot                      |             |
| Dreadnought |                                    | Dreadnought Valiant Warspite King George VI                     | im Bau geplant                                                         | U-Boot mit ballistischen Raketen |             |